# جون تايلور جيلمان
جون تايلور جيلمان (بالإنجليزية: John Taylor Gilman)‏ هو سياسي أمريكي، ولد في 19 ديسمبر 1753 في إيكستر في الولايات المتحدة، وتوفي بنفس المكان في 31 أغسطس 1828. نشط حزبياً في الحزب الفيدرالي الأمريكي. وقد انتخب حاكم نيو هامبشاير ‏ (3 يونيو 1813 – 6 يونيو 1816).